# مجرة البيكار
مجرة البيكار (ESO 97-G13) مجرة زايفرت
في كوكبة البيكار تحت 4 درجات من المستوى المجري و على مسافة 13 مليون سنة ضوئية، وهي واحدة من أقرب المجرات إلى مجرة درب التبانة. المجرة تخضع لتغيرات صاخبة، كما يتم إخراج حلقات من الغاز من المجرة. الحلقة الخارجية تبعد 700 سنة ضوئية من مركز المجرة والحلقة الداخلية تبعد 130 سنة ضوئية من المركز. على الرغم من أن مجرة البيكار يمكن رؤيتها باستخدام تلسكوب صغير، لكن لم يتم رصدها حتى عام 1977  بسبب قربها من مستوى مجرة درب التبانة محجوبة خلف الغبار المجري لدرب التبانة مجرة البيكار من النوع II. تصنيف مجرة زايفرت.وهي من بين أكبر المجرات في المجموعة المحلية.

## وصلات خارجية
- Chandra X observatory Examines Black Holes Large and Small in Nearby Galaxy
- The Hubble European Space Agency picture and information
- Nemiroff، R.؛ Bonnell، J.، المحررون (4 ديسمبر 2000). "The Circinus Galaxy". صورة اليوم الفلكية. ناسا.